# Paradoxa de Levinthal
La paradoxa de Levinthal és un experiment mental en la teoria del plegament de les proteïnes. L'any 1969 Cyrus Levinthal va plantejar que, degut al gran nombre de graus de llibertat d'una cadena polipeptídica desplegada la molècula té un nombre astronòmic de conformacions possibles. En una de les seves publicacions una estimació per aquest nombre és de 3300 (10143).
Per exemple, considerant un polipèptid de 100 residus, si cada residu pot assolir tres conformacions possibles el nombre total d'estructures possibles seria de 3100 (5·1047). Si el temps d'interconversió entre estructures és de 10-13 segons, el temps total de provar aleatòriament les diferents conformacions fins a assolir la més estable seria de 5·1034 segons o 1,6·1027 anys, un temps molt superior a l'edat de l'univers. La paradoxa és que, tanmateix, el plegament de la majoria de proteïnes petites es produeix espontàniament en una escala de temps de mil·lisegons o microsegons.